# Poslední štace (album)
Poslední štace (2009) je dvojdiskové album s celým záznamem hry Jiřího Suchého a Jiřího Šlitra Poslední štace, jak ji nahrál semaforský zvukař Bohumil Paleček pravděpodobně v roce 1968.

## Seznam stop

### CD 1
1. Na tom našem dvoře; zpěv Jiří Šlitr, Evžen Jegorov, Milan Drobný, Josef Laufer, Naďa Urbánková, Věra Křesadlová – 3:52
2. Pan primář vypravuje; hovoří Jiří Šlitr, Milan Drobný, Josef Laufer, Naďa Urbánková – 4:32
3. Sérum asistenta Kroupy; hovoří Jiří Suchý, Milan Drobný – 2:21
4. Taková láska; hovoří Jiří Suchý – 4:25
5. Takovou lásku, o jaké jsem snila; zpěv Jiří Suchý a Naďa Urbánková – 5:32
6. Taková láska; hovoří Jiří Suchý a Naďa Urbánková – 5:54
7. Nový objev pana primáře; hovoří Jiří Šlitr a Jiří Suchý – 4:14
8. Takovou lásku, o jaké jsem snila; zpěv Jiří Šlitr a Jiří Suchý – 3:50
9. Mejdan – 19:19
Na tom našem dvoře; zpěv všichni
Funebrsong; zpěv Tomáš Pudlovský
Zahoďte ty noty černý; zpěv Milan Drobný
Ať žije hudba, ať žije smích; zpěv všichni
Na tom našem dvoře; zpěv všichni
Funebrsong; zpěv Tomáš Pudlovský
Oh Larydou; zpěv Milan Drobný
Ať žije hudba, ať žije smích; zpěv všichni
Takovou lásku, o jaké jsem snila; zpěv Jiří Suchý a Naďa Urbánková
Funebrsong; zpěv všichni
Na krk si dejte smyčku hned; zpěv Evžen Jegorov

### CD 2
1. Růže růžová; zpěv Milan Drobný – 3:42
2. Ztratil se pacient; hovoří Jiří Šlitr, Milan Drobný, Josef Laufer, Evžen Jegorov, Věra Křesadlová, Daniela Fišerová – 5:30
3. Sérum bude; hovoří Milan Drobný – 1:19
4. Návrat ztraceného pacienta; hovoří Evžen Jegorov, Jiří Šlitr – 0:26
5. Aplikace séra asistenta Kroupy; hovoří Jiří Šlitr, Milan Drobný, Josef Laufer – 5:28
6. Horečky; hovoří Jiří Suchý – 2:40
7. Horečky; zpěv Jiří Suchý – 4:34
8. Loučení; hovoří Naďa Urbánková a Jiří Suchý – 2:41
Funebrsong; zpěv Jiří Suchý a Naďa Urbánková
9. Operace; hovoří Naďa Urbánková, Milan Drobný, Věra Křesadlová, Daniela Fišerová, Jiří Suchý – 4:33
10. Hodina pravdy; hovoří Jiří Šlitr, Milan Drobný, Josef Laufer, Evžen Jegorov – 1:05
11. Hodina pravdy; hovoří Milan Drobný, Josef Laufer, Jiří Šlitr, Naďa Urbánková – 6:20
12. A život jde dál; hovoří Jiří Laufer, Milan Drobný, Jiří Šlitr – 4:06
13. Finále – 12:13
Když pacient je léčen; zpěv Jiří Šlitr, Věra Křesadlová, Daniela Fišerová
I Am Lucky; zpěv Josef Laufer
Povídal nám jeden zpěvu znalec; zpěv Věra Křesadlová, Daniela Fišerová
I Am Lucky; zpěv Josef Laufer
Takovou lásku, o jaké jsem snila; zpěv Jiří Suchý a Naďa Urbánková
I Am Lucky; zpěv Josef Laufer
Ať žije hudba, ať žije smích; zpěv všichni
Na krk si dejte smyčku hned; zpěv Evžen Jegorov